# Борек-Шляхецки
Бо́рек-Шляхе́цки (пол. Borek Szlachecki) — село в Польше в сельской гмине Скавина Краковского повета Малопольского воеводства.

## География
Село располагается около государственной дороге № 44 в 5 км от административного центра гмины города Скавина и в 16 км от административного центра воеводства города Краков.
В 1975—1998 годах село входило в состав Краковского воеводства.

## Население
По состоянию на 2013 год в селе проживало 1 328 человека.
| 2008  | 2013  |
| ----- | ----- |
| 1 350 | 1 328 |

Данные переписи 2013 года:
| Перепись  | Всего   | Всего | Женщины | Женщины | Мужчины | Мужчины |
| --------- | ------- | ----- | ------- | ------- | ------- | ------- |
| Единицы   | человек | %     | человек | %       | человек | %       |
| Население | 1 328   | 100   | 655     | 49,32   | 673     | 50,68   |

## Достопримечательности
- Усадьба, построенная в XIX веке;
- Через село проходит Лончаньский канал. В Бореке-Шляхецком находится шлюз, который считается самым высоким в Польше. Длина шлюза составляет 85 метров, ширина — 12 метров, глубина — 12 метров[4].